# 工人鬥爭 (法國)
工人鬥爭（法語：Lutte ouvrière，缩写为LO）是法國的一个托洛茨基主义政黨。該黨的正式名称是共產主義聯盟（Union communiste），由于它出版一份名为《工人鬥爭》的周报，一般便以報名混同黨名稱呼。該黨是目前法国最大的极左翼政黨。该党非常重视领导工人斗争，工人在其全部党员中占有很大比例。该党是国际组织国际共产主义联盟最主要的附属组织。

## 歷史
该党源自於1939年成立的一個小型组织“托洛茨基主义小组”，經歷二次世界大戰以及1947年與無政府工團主義者一起參與雷諾工廠罷工，這個小組的成員耗盡精力和金錢，因而於1952年解散。
1956年，兩名前托洛茨基主义小组成員成立了“工人之声”组织，並參與工人運動，並曾於1968年因為聲援五月風暴而遭到官方認定違法，此后才改名为“共产主义联盟”。
阿尔莱特·拉吉耶曾6次代表该党参加法国总统选举。